# Reeham Sedky
Reeham Sedky (* 24. April 1997 in Seattle) ist eine US-amerikanische Squashspielerin.

## Karriere
Reeham Sedky begann ihre Karriere im Jahr 2018 und gewann bislang vier Titel auf der PSA World Tour. Ihre beste Platzierung in der Weltrangliste erreichte sie mit Rang 52 im September 2019. Mit der US-amerikanischen Nationalmannschaft nahm sie 2016 und 2018 an der Weltmeisterschaft teil. 2017 und 2018 wurde sie US-amerikanische Vizemeisterin.
Sie studierte Informatik an der University of Pennsylvania, für die sie auch im College Squash aktiv war und zahlreiche Erfolge erzielte.

## Erfolge
- Gewonnene PSA-Titel: 4
- US-amerikanischer Vizemeister: 2017, 2018